# Bismarckhoningvogel
De Bismarckhoningvogel (Dicaeum eximium) is een zangvogel uit de familie
Dicaeidae (bastaardhoningvogels).

## Verspreiding en leefgebied
Deze soort is endemisch op de Bismarck-archipel en telt 3 ondersoorten:
- Dicaeum eximium layardorum: Nieuw-Brittannië.
- Dicaeum eximium eximium: Lavongai en Nieuw-Ierland.
- Dicaeum eximium phaeopygium: Dyaul.